# Fußballclub Viktoria Köln 1904 2021-2022
Questa voce raccoglie le informazioni riguardanti il Fußballclub Viktoria Köln 1904 nelle competizioni ufficiali della stagione 2021-2022.

## Stagione
Nella stagione 2021-2022 il Viktoria Colonia, allenato da Olaf Janßen, concluse il campionato di 3. Liga al 13º posto. In Coppa di Germania il Viktoria Colonia fu eliminato al primo turno dall'Hoffenheim.

## Rosa
| N. |                     | Ruolo | Calciatore                 |
| -- | ------------------- | ----- | -------------------------- |
| 2  | Germania (bandiera) | D     | Alexander Höck             |
| 3  | Germania (bandiera) | D     | Maximilian Rossmann        |
| 4  | Germania (bandiera) | C     | Jeremias Lorch             |
| 5  | Germania (bandiera) | D     | Daniel Buballa             |
| 6  | Germania (bandiera) | C     | Patrick Sontheimer         |
| 7  | Germania (bandiera) | A     | Simon Handle               |
| 9  | Germania (bandiera) | A     | Timmy Thiele               |
| 10 | Germania (bandiera) | C     | David Philipp              |
| 11 | Germania (bandiera) | C     | Federico Palacios-Martínez |
| 13 | Germania (bandiera) | A     | Luca de Meester            |
| 14 | Germania (bandiera) | A     | Lenn Jastremski            |
| 15 | Germania (bandiera) | D     | Christoph Greger           |
| 16 | Germania (bandiera) | C     | Florian Engelhardt         |
| 17 | Germania (bandiera) | D     | Florian Heister            |
| 18 | Germania (bandiera) | C     | Kai Klefisch               |
| 20 | Germania (bandiera) | D     | Jamil Siebert              |
| 21 | Germania (bandiera) | C     | Dario De Vita              |
| 22 | Germania (bandiera) | P     | Moritz Nicolas             |

| N. |                          | Ruolo | Calciatore           |
| -- | ------------------------ | ----- | -------------------- |
| 23 | Germania (bandiera)      | C     | Moritz Fritz         |
| 24 | Germania (bandiera)      | P     | Kevin Rauhut         |
| 25 | Germania (bandiera)      | P     | Elias Bördner        |
| 26 | Germania (bandiera)      | C     | Joel Vieting         |
| 27 | Germania (bandiera)      | A     | Youssef Amyn         |
| 28 | Germania (bandiera)      | D     | Patrick Koronkiewicz |
| 29 | Germania (bandiera)      | C     | Phil Zimmermann      |
| 30 | Germania (bandiera)      | A     | Luca Marseiler       |
| 31 | Germania (bandiera)      | A     | Marcel Risse         |
| 32 | Germania (bandiera)      | D     | Tim Schirmer         |
| 33 | Germania (bandiera)      | P     | Jakob Brambach       |
| 34 | Germania (bandiera)      | A     | Benjamin Hemcke      |
| 35 | Germania (bandiera)      | C     | Ben-Nicolas Hompesch |
| 36 | Germania (bandiera)      | D     | Ilhan Altuntas       |
| 37 | Germania (bandiera)      | D     | Niklas May           |
| 38 | Corea del Sud (bandiera) | A     | Seok-ju Hong         |
| 39 | Germania (bandiera)      | D     | David Kubatta        |
| 40 | Germania (bandiera)      | D     | Oualid Mhamdi        |

## Organigramma societario
Area tecnica
- Allenatore: Olaf Janßen
- Allenatore in seconda: Markus Brzenska, Imke Wübbenhorst
- Preparatore dei portieri: Georg Koch
- Preparatori atletici: Werner Schoupa

## Calciomercato

### Sessione estiva
| Acquisti | Acquisti                   | Acquisti              | Acquisti |
| R.       | Nome                       | da                    | Modalità |
| -------- | -------------------------- | --------------------- | -------- |
| A        | Luca Marseiler             | Paderborn             |          |
| A        | Lenn Jastremski            | Bayern Monaco II      |          |
| D        | Aaron Berzel               | Türkgücü              |          |
| A        | Nikolaj Möller             | Arsenal U23           |          |
| C        | Patrick Sontheimer         | Kickers Würzburg      |          |
| P        | Moritz Nicolas             | Osnabrück             |          |
| P        | Elias Bördner              | Eintracht Francoforte |          |
| P        | Jakob Brambach             | Bayer Leverkusen U19  |          |
| D        | Daniel Buballa             | St. Pauli             |          |
| D        | Christoph Greger           | Unterhaching          |          |
| D        | Florian Heister            | Jahn Ratisbona        |          |
| C        | Ben-Nicolas Hompesch       | Colonia U19           |          |
| C        | Federico Palacios-Martínez | Duisburg              |          |
| C        | David Philipp              | ADO Den Haag          |          |

| Cessioni | Cessioni           | Cessioni               | Cessioni |
| R.       | Nome               | a                      | Modalità |
| -------- | ------------------ | ---------------------- | -------- |
| P        | Yannick Bangsow    | Eintracht Braunschweig |          |
| C        | Lucas Cueto        | Karlsruhe              |          |
| C        | Maximilian Fischer | Wegberg-Beeck          |          |
| D        | Sead Hajrović      | Yverdon                |          |
| D        | Fabian Holthaus    | RW Oberhausen          |          |
| C        | Kevin Holzweiler   | Rot-Weiss Essen        |          |
| C        | René Klingenburg   | Kaiserslautern         |          |
| D        | Michael Schultz    | Eintracht Braunschweig |          |
| C        | Luca Stellwagen    | Verl                   |          |
| P        | André Weis         | Fortuna Colonia        |          |
| D        | Paul Weist         | Bergisch Gladbach      |          |
| C        | Mike Wunderlich    | Kaiserslautern         |          |

### Sessione invernale
| Acquisti | Acquisti      | Acquisti           | Acquisti |
| R.       | Nome          | da                 | Modalità |
| -------- | ------------- | ------------------ | -------- |
| P        | Kevin Rauhut  | SGV Freiberg       |          |
| D        | Jamil Siebert | Fortuna Düsseldorf |          |

| Cessioni | Cessioni          | Cessioni    | Cessioni |
| R.       | Nome              | a           | Modalità |
| -------- | ----------------- | ----------- | -------- |
| A        | Albert Bunjaku    | Bonner      |          |
| P        | Sebastian Mielitz | Helsingør   |          |
| D        | Aaron Berzel      | Verl        |          |
| A        | Nikolaj Möller    | Arsenal U23 |          |

## Risultati

### 3. Liga

#### Girone di andata
| Arbitro: | Exner |

|                       |           |          |
| Becker 37’ Falcão 38’ | Marcatori | 34’ Amyn |

| Arbitro: | Burda |

|            |           |               |
| Handle 72’ | Marcatori | 85’ Hauptmann |

| Arbitro: | Greif |

|                            |           |          |
| Rabihic 29’ Akono 34’, 52’ | Marcatori | 22’ Amyn |

| Arbitro: | Bauer |

|                      |           |                                            |
| Risse 48’ Handle 80’ | Marcatori | 22’ (rig.) Martinovic 32’, 44’ Schnatterer |

| Arbitro: | Günsch |

|                                        |           |  |
| Neudecker 40’ Dressel 55’ Biankadi 82’ | Marcatori |  |

| Arbitro: | Hussein |

|                                    |           |                   |
| Handle 8’ Risse 53’ (rig.) May 82’ | Marcatori | 17’ (rig.) Kehrer |

| Arbitro: | Hempel |

|                                   |           |  |
| Heider 56’, 67’ Berzel 75’ (aut.) | Marcatori |  |

| Colonia 11 settembre 2021, ore 14:00 CEST 8ª giornata | Viktoria Colonia | 0 – 0 referto | Saarbrücken | Sportpark Höhenberg (2 705 spett.)\| Arbitro: \| Burda \| |
| Arbitro:                                              | Burda            |               |             |                                                           |

| Arbitro: | Winter |

|                   |           |  |
| Froese 33’ (rig.) | Marcatori |  |

| Arbitro: | Greif |

|                                       |           |                     |
| Handle 31’ Fritz 44’ Philipp 90’, 90’ | Marcatori | 86’ Ajani 90’ Ademi |

| Arbitro: | Bokop |

|             |           |              |
| Nilsson 26’ | Marcatori | 63’ Klefisch |

| Arbitro: | Speckner |

|              |           |            |
| Rossmann 13’ | Marcatori | 26’ Pourié |

| Arbitro: | Ballweg |

|  |           |             |
|  | Marcatori | 27’ Buballa |

| Arbitro: | Benen |

|            |           |  |
| Handle 29’ | Marcatori |  |

| Arbitro: | Eckermann |

|           |           |                         |
| Barry 81’ | Marcatori | 15’ Sontheimer 19’ Hong |

| Arbitro: | Exner |

|                                                 |           |  |
| Tankulić 39’, 56’ Faßbender 73’ Sukuta-Pasu 88’ | Marcatori |  |

| Arbitro: | Hildenbrand |

|                   |           |  |
| Marseiler 2’, 21’ | Marcatori |  |

| Arbitro: | Benen |

|                                        |           |  |
| Hanslik 5’, 48’ Hercher 20’ Zimmer 87’ | Marcatori |  |

| Arbitro: | Alt |

|                 |           |                          |
| Risse 3’ (rig.) | Marcatori | 47’ Lauberbach 86’ Girth |

#### Girone di ritorno
| Arbitro: | Oldhafer |

|                   |           |                                        |
| Yamada 35’ (aut.) | Marcatori | 31’ Falcão 39’, 48’ Theisen 76’ Lewald |

| Arbitro: | Lechner |

|              |           |  |
| Lokotsch 90’ | Marcatori |  |

| Arbitro: | Eckermann |

|                                                    |           |                       |
| Lorch 49’ Jastremski 56’ Philipp 82’, 88’ Hong 90’ | Marcatori | 9’ Akono 90’ Ochojski |

| Arbitro: | Burda |

|  |           |             |
|  | Marcatori | 46’ Philipp |

| Arbitro: | Benen |

|  |           |         |
|  | Marcatori | 39’ Bär |

| Arbitro: | Bauer |

|         |           |                   |
| Kehl 5’ | Marcatori | 54’ (rig.) Handle |

| Arbitro: | Petersen |

|             |           |            |
| Philipp 30’ | Marcatori | 50’ Köhler |

| Arbitro: | Hildenbrand |

|  |           |                 |
|  | Marcatori | 7’ (aut.) Ernst |

| Colonia 25 febbraio 2022, ore 19:00 CET 28ª giornata | Viktoria Colonia | 0 – 0 referto | Havelse | Sportpark Höhenberg (2 469 spett.)\| Arbitro: \| Eckermann \| |
| Arbitro:                                             | Eckermann        |               |         |                                                               |

| Arbitro: | Müller |

|                       |           |  |
| Bakir 69’ Hettwer 71’ | Marcatori |  |

| Arbitro: | Waschitzki-Günther |

|               |           |           |
| Amyn 67’, 90’ | Marcatori | 50’ Kempe |

| Arbitro: | Schultes |

|  |           |          |
|  | Marcatori | 7’ Fritz |

| Arbitro: | Eckermann |

|  |           |                       |
|  | Marcatori | 26’ Pfanne 86’ Tachie |

| Arbitro: | Hussein |

|                                            |           |                          |
| Schuler 5’ Ceka 13’ Krempicki 35’ Atik 71’ | Marcatori | 41’ Sontheimer 89’ Lorch |

| Colonia 16 aprile 2022, ore CEST 34ª giornata | Viktoria Colonia | – non disputata referto | Türkgücü | Sportpark Höhenberg |

| Arbitro: | Kampka |

|                    |           |             |
| Bünning 49’ (aut.) | Marcatori | 11’ Bünning |

| Arbitro: | Bacher |

|                   |           |          |
| Titsch-Rivero 33’ | Marcatori | 8’ Lorch |

| Arbitro: | Petersen |

|                       |           |  |
| Fritz 26’ Philipp 37’ | Marcatori |  |

| Arbitro: | Müller |

|  |           |                |
|  | Marcatori | 62’ Jastremski |

### Coppa di Germania
| Arbitro: | Bokop |

|                        |           |                                      |
| Handle 33’ Greger 102’ | Marcatori | 27’ (rig.), 107’ Kramarić 94’ Dabour |

## Statistiche

### Statistiche di squadra
| Competizione      | Punti | In casa | In casa | In casa | In casa | In casa | In casa | In trasferta | In trasferta | In trasferta | In trasferta | In trasferta | In trasferta | Totale | Totale | Totale | Totale | Totale | Totale | DR  |
| Competizione      | Punti | G       | V       | N       | P       | Gf      | Gs      | G            | V            | N            | P            | Gf           | Gs           | G      | V      | N      | P      | Gf     | Gs     | DR  |
| ----------------- | ----- | ------- | ------- | ------- | ------- | ------- | ------- | ------------ | ------------ | ------------ | ------------ | ------------ | ------------ | ------ | ------ | ------ | ------ | ------ | ------ | --- |
| 3. Liga           | 46    | 19      | 7       | 7       | 5       | 27      | 22      | 18           | 5            | 3            | 10           | 12           | 30           | 37     | 12     | 10     | 15     | 39     | 52     | -13 |
| Coppa di Germania | -     | 1       | 0       | 0       | 1       | 2       | 3       | 0            | 0            | 0            | 0            | 0            | 0            | 1      | 0      | 0      | 1      | 2      | 3      | -1  |
| Totale            | 46    | 20      | 7       | 7       | 6       | 29      | 25      | 18           | 5            | 3            | 10           | 12           | 30           | 38     | 12     | 10     | 16     | 41     | 55     | -14 |

### Andamento in campionato
| Giornata  | 1  | 2  | 3  | 4  | 5  | 6  | 7  | 8  | 9  | 10 | 11 | 12 | 13 | 14 | 15 | 16 | 17 | 18 | 19 | 20 | 21 | 22 | 23 | 24 | 25 | 26 | 27 | 28 | 29 | 30 | 31 | 32 | 33 | 34 | 35 | 36 | 37 | 38 |
| --------- | -- | -- | -- | -- | -- | -- | -- | -- | -- | -- | -- | -- | -- | -- | -- | -- | -- | -- | -- | -- | -- | -- | -- | -- | -- | -- | -- | -- | -- | -- | -- | -- | -- | -- | -- | -- | -- | -- |
| Luogo     | T  | C  | T  | C  | T  | C  | T  | C  | T  | C  | T  | C  | T  | C  | T  | T  | C  | T  | C  | C  | T  | C  | T  | C  | T  | C  | T  | C  | T  | C  | T  | C  | T  | C  | C  | T  | C  | T  |
| Risultato | P  | N  | P  | P  | P  | V  | P  | N  | P  | V  | N  | N  | V  | V  |    | P  | V  | P  | P  | P  | P  | V  | V  | P  | N  | N  | V  | N  | P  | V  | V  | P  | P  | N  | N  | N  | V  | V  |
| Posizione | 14 | 13 | 17 | 18 | 18 | 17 | 17 | 17 | 18 | 17 | 17 | 17 | 17 | 14 | 16 | 16 | 15 | 15 | 15 | 15 | 17 | 14 | 14 | 14 | 14 | 15 | 14 | 14 | 14 | 13 | 12 | 13 | 13 | 15 | 14 | 14 | 14 | 13 |

Legenda:

Luogo: C = Casa; T = Trasferta. Risultato: V = Vittoria; N = Pareggio; P = Sconfitta.

### Statistiche dei giocatori
| Giocatore            | 3. Liga  | 3. Liga | 3. Liga     | 3. Liga    | Coppa di Germania | Coppa di Germania | Coppa di Germania | Coppa di Germania | Totale   | Totale | Totale      | Totale     |
| Giocatore            | Presenze | Reti    | Ammonizioni | Espulsioni | Presenze          | Reti              | Ammonizioni       | Espulsioni        | Presenze | Reti   | Ammonizioni | Espulsioni |
| -------------------- | -------- | ------- | ----------- | ---------- | ----------------- | ----------------- | ----------------- | ----------------- | -------- | ------ | ----------- | ---------- |
| I. Altuntas          | 2        | 0       | 0           | 0          | 0                 | 0                 | 0                 | 0                 | 2        | 0      | 0           | 0          |
| Y. Amyn              | 31       | 4       | 2           | 0          | 1                 | 0                 | 1                 | 0                 | 32       | 4      | 3           | 0          |
| A. Berzel            | 9        | 0       | 2           | 1          | 0                 | 0                 | 0                 | 0                 | 9        | 0      | 2           | 1          |
| J. Brambach          | 0        | 0       | 0           | 0          | 0                 | 0                 | 0                 | 0                 | 0        | 0      | 0           | 0          |
| D. Buballa           | 26       | 1       | 5           | 0          | 1                 | 0                 | 1                 | 0                 | 27       | 1      | 6           | 0          |
| A. Bunjaku           | 5        | 0       | 0           | 0          | 1                 | 0                 | 0                 | 0                 | 6        | 0      | 0           | 0          |
| E. Bördner           | 6        | 0       | 0           | 0          | 0                 | 0                 | 0                 | 0                 | 6        | 0      | 0           | 0          |
| D. De Vita           | 0        | 0       | 0           | 0          | 0                 | 0                 | 0                 | 0                 | 0        | 0      | 0           | 0          |
| F. Engelhardt        | 0        | 0       | 0           | 0          | 0                 | 0                 | 0                 | 0                 | 0        | 0      | 0           | 0          |
| M. Fritz             | 26       | 3       | 4           | 1          | 0                 | 0                 | 0                 | 0                 | 26       | 3      | 4           | 1          |
| C. Greger            | 32       | 0       | 9           | 0          | 1                 | 1                 | 1                 | 0                 | 33       | 1      | 10          | 0          |
| S. Handle            | 36       | 6       | 3           | 0          | 1                 | 1                 | 0                 | 0                 | 37       | 7      | 3           | 0          |
| F. Heister           | 26       | 0       | 2           | 0          | 1                 | 0                 | 0                 | 0                 | 27       | 0      | 2           | 0          |
| B. Hemcke            | 8        | 0       | 1           | 0          | 1                 | 0                 | 0                 | 0                 | 9        | 0      | 1           | 0          |
| B. Hompesch          | 0        | 0       | 0           | 0          | 0                 | 0                 | 0                 | 0                 | 0        | 0      | 0           | 0          |
| S. Hong              | 22       | 2       | 1           | 0          | 0                 | 0                 | 0                 | 0                 | 22       | 2      | 1           | 0          |
| A. Höck              | 5        | 0       | 0           | 0          | 0                 | 0                 | 0                 | 0                 | 5        | 0      | 0           | 0          |
| L. Jastremski        | 11       | 2       | 2           | 0          | 0                 | 0                 | 0                 | 0                 | 11       | 2      | 2           | 0          |
| K. Klefisch          | 33       | 1       | 7           | 0          | 1                 | 0                 | 0                 | 0                 | 34       | 1      | 7           | 0          |
| P. Koronkiewicz      | 10       | 0       | 0           | 0          | 0                 | 0                 | 0                 | 0                 | 10       | 0      | 0           | 0          |
| D. Kubatta           | 1        | 0       | 0           | 0          | 0                 | 0                 | 0                 | 0                 | 1        | 0      | 0           | 0          |
| J. Lorch             | 30       | 3       | 6           | 0          | 1                 | 0                 | 0                 | 0                 | 31       | 3      | 6           | 0          |
| L. Marseiler         | 25       | 2       | 6           | 0          | 0                 | 0                 | 0                 | 0                 | 25       | 2      | 6           | 0          |
| N. May               | 24       | 1       | 1           | 1          | 1                 | 0                 | 0                 | 0                 | 25       | 1      | 1           | 1          |
| O. Mhamdi            | 1        | 0       | 0           | 0          | 0                 | 0                 | 0                 | 0                 | 1        | 0      | 0           | 0          |
| S. Mielitz           | 0        | 0       | 0           | 0          | 0                 | 0                 | 0                 | 0                 | 0        | 0      | 0           | 0          |
| N. Möller            | 10       | 0       | 0           | 0          | 1                 | 0                 | 0                 | 0                 | 11       | 0      | 0           | 0          |
| M. Nicolas           | 31       | 0       | 2           | 0          | 1                 | 0                 | 0                 | 0                 | 32       | 0      | 2           | 0          |
| F. Palacios-Martínez | 11       | 0       | 1           | 0          | 0                 | 0                 | 0                 | 0                 | 11       | 0      | 1           | 0          |
| D. Philipp           | 26       | 7       | 5           | 0          | 1                 | 0                 | 0                 | 0                 | 27       | 7      | 5           | 0          |
| K. Rauhut            | 0        | 0       | 0           | 0          | 0                 | 0                 | 0                 | 0                 | 0        | 0      | 0           | 0          |
| M. Risse             | 34       | 3       | 3           | 0          | 0                 | 0                 | 0                 | 0                 | 34       | 3      | 3           | 0          |
| M. Rossmann          | 25       | 1       | 8           | 1          | 1                 | 0                 | 0                 | 0                 | 26       | 1      | 8           | 1          |
| T. Schirmer          | 2        | 0       | 0           | 0          | 0                 | 0                 | 0                 | 0                 | 2        | 0      | 0           | 0          |
| J. Siebert           | 13       | 0       | 5           | 0          | 0                 | 0                 | 0                 | 0                 | 13       | 0      | 5           | 0          |
| P. Sontheimer        | 35       | 2       | 6           | 0          | 1                 | 0                 | 0                 | 0                 | 36       | 2      | 6           | 0          |
| T. Thiele            | 8        | 0       | 0           | 0          | 1                 | 0                 | 0                 | 0                 | 9        | 0      | 0           | 0          |
| J. Vieting           | 2        | 0       | 0           | 0          | 0                 | 0                 | 0                 | 0                 | 2        | 0      | 0           | 0          |
| P. Zimmermann        | 0        | 0       | 0           | 0          | 0                 | 0                 | 0                 | 0                 | 0        | 0      | 0           | 0          |
| L. de Meester        | 0        | 0       | 0           | 0          | 0                 | 0                 | 0                 | 0                 | 0        | 0      | 0           | 0          |